# Anterocythere
Anterocythere is een geslacht van kreeftachtigen uit de klasse van de Ostracoda (mosselkreeftjes).

## Synoniem
- Caudites purii (Mckenzie & Swain, 1967) Valentine, 1976